# Turbína

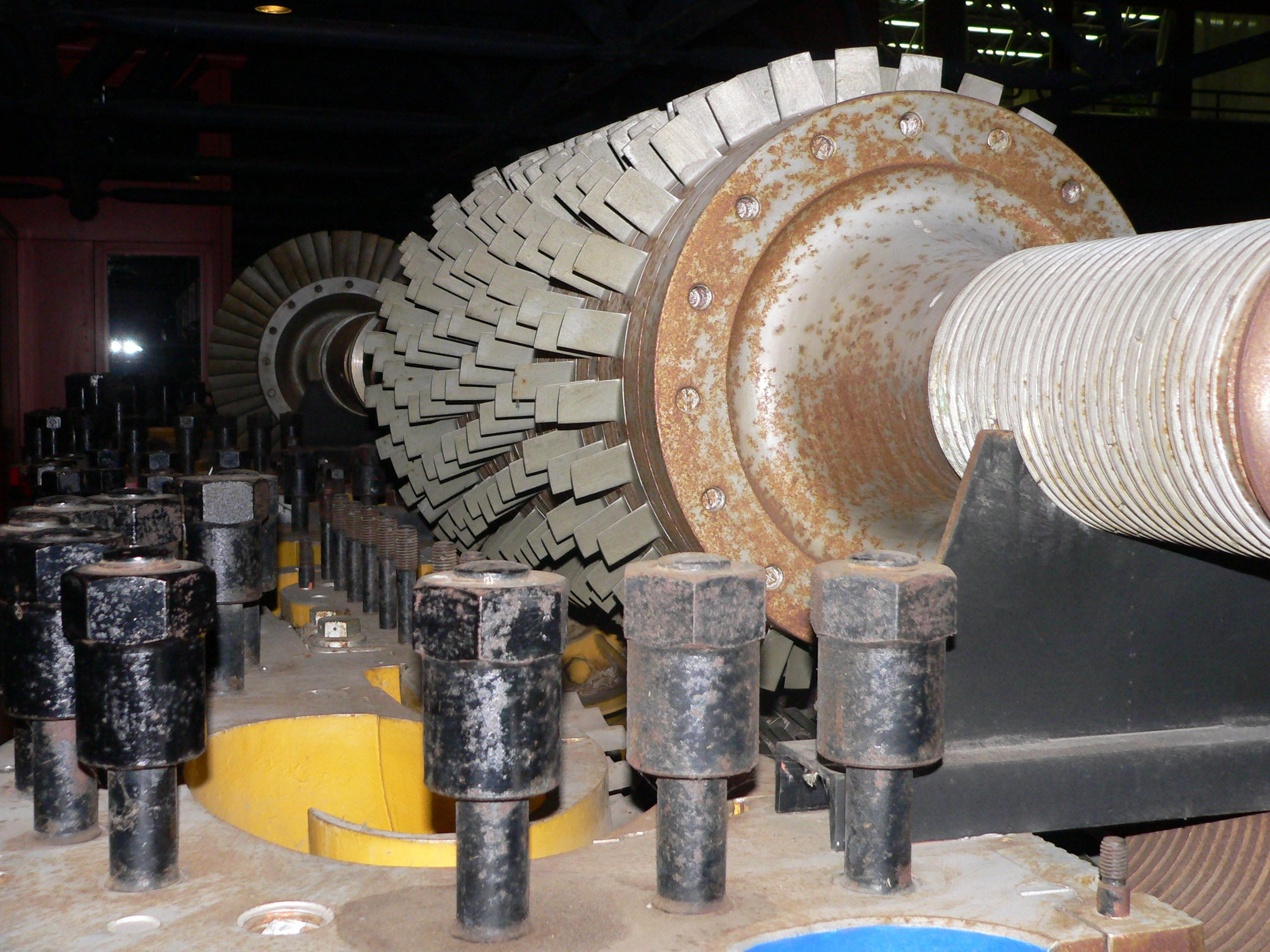
plynová turbína

Turbína je mechanický rotační stroj skládající se z jednoho nebo více pohyblivých lopatkových kol umístěných na společné hřídeli, mezi nimiž aktivně prochází kapalina nebo plyn. Kinetická, tepelná a tlaková energie proudícího plynu nebo kapaliny je v turbíně přeměňována na rotační pohyb hřídele stroje.
Turbína má mnohostranné využití. Používá se jako součást pohonných jednotek např. v leteckých lopatkových motorech (u proudových letadel nebo jako součást turbohřídelové jednotky u vrtulníků a vrtulových letadel). Pomocí skříně náhonů mohou pohánět turbočerpadla např. v raketách nebo na plynovodech. 
Velmi významné je použití turbín v energetice, kde se využívají především jako primární poháněcí stroje pro elektrické alternátory, které vyrábějí elektrickou energii do veřejné elektrorozvodné sítě. Turbína je v tepelných elektrárnách roztáčena prouděním přehřáté páry, experimentuje se superkritickým CO2. K roztáčení turbín je používána také voda nebo vzduch.
Turbíny u některých speciálních typů vodních přečerpávacích elektráren jsou konstruovány tak, že mohou sloužit (ve zpětném chodu) také jako čerpadla vody – (kupř. Francisovy turbíny).
V pozemní dopravě se velké turbíny používají pro pohon velkých lodí či pásových pozemních mechanismů – kupř. útočných tanků (například tank M1 Abrams), ojediněle i kolejových vozidel.
Turbodmychadla (turbokompresory) se také používají pro tlakové přeplňování používané v moderních spalovacích motorech.
Turbína je konstrukční částí hydrodynamické spojky a hydrodynamického měniče.

## Druhy turbín
- Vodní turbína
  - Bánkiho turbína
  - Francisova turbína
  - Girardova turbína
  - Kaplanova turbína
    - Propelerová turbína

  - Peltonova turbína
  - Savoniova turbína
  - Schwamkrugova turbína
  - Teslova turbína
- Plynová turbína
  - Parní turbína
- Plynová turbína (tepelný motor)
  - Spalovací turbína
- Větrná turbína
  - Darrieova turbína
  - Halladayova turbína
  - Savoniova turbína
- Turbodmychadlo (Turbokompresor)
- Turbogenerátor